# Agente 077
L’Agente 077 (vero nome Dick Malloy) è un personaggio immaginario protagonista di un'omonima trilogia cinematografica negli anni sessanta. Si tratta di un agente segreto della CIA, interpretato dall'attore Ken Clark. È un rifacimento in versione italiana dell'Agente 007.

## Filmografia
- Agente 077 missione Bloody Mary, regia di Sergio Grieco
- Agente 077 dall'Oriente con furore, regia di Sergio Grieco
- Missione speciale Lady Chaplin, regia di Alberto De Martino e Sergio Grieco

## Altri film
Altre produzioni hanno utilizzato il nome del protagonista anche se i loro film non avevano nulla a che fare con l'originale:
- A 077, dalla Francia senza amore (1961), regia di Cyril Frankel. Film americano intitolato originariamente On the Fiddle. Sean Connery, è uno dei protagonisti.
- Da 077: Criminali a Hong Kong (1964), regia di Helmut Ashley e Giorgio Stegani.
- Berlino: appuntamento per le spie (1965), regia di Vittorio Sala. Noto con il titolo alternativo Agente 077 - Berlino appuntamento per le spie (Operazione Polifemo).
- Da 077: Intrigo a Lisbona (1965), regia di Federico Aicardi e Tulio Demicheli. Il protagonista è chiamato George Farrell ed è interpretato da Brett Halsey.
- A 077 - Sfida ai killers (1966), regia di Antonio Margheriti. Il protagonista è Bob Fleming, interpretato da Richard Harrison, già comparso nel film Le spie uccidono a Beirut.